# Germain Rincent

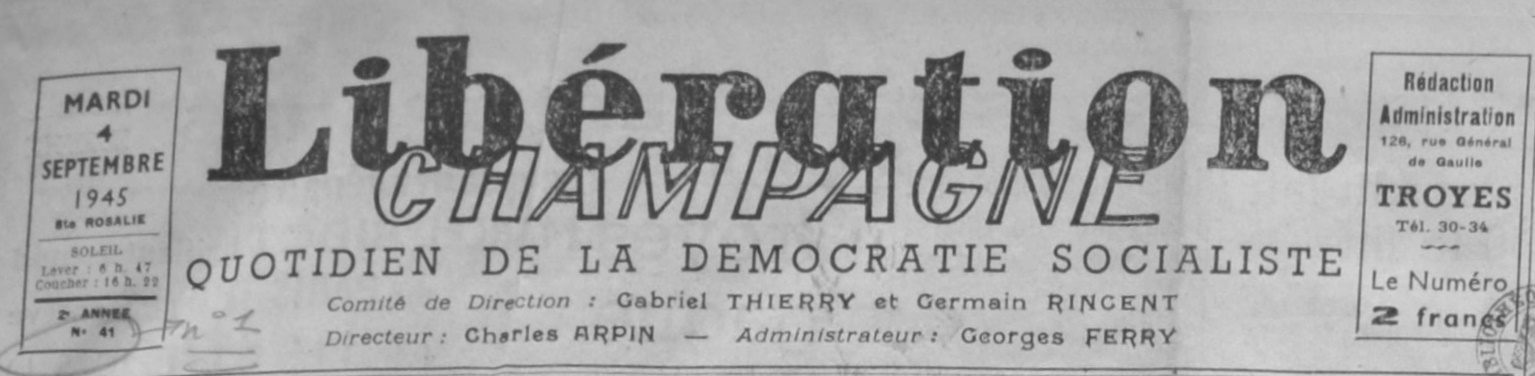
Manchette du premier numéro de Libération-Champagne quotidien où le nom de Germain Rincent, cofondateur du journal, y est mentionné.

Germain Rincent, né le 30 octobre 1899 à Saint-Phal (Aube) et mort le 22 novembre 1986 à Jargeau (Loiret), est un enseignant syndicaliste, homme politique socialiste et résistant français.

## Biographie
Fils d'un instituteur de sensibilité radicale, et petit-fils d'un agriculteur qui fut maire de la petite commune de Barcenay-en-Othe, Germain Rincent passe par l'école normale de Chaumont avant d'exercer comme instituteur à Latrecey.
En 1916, il est engagé volontaire et participe à la Première Guerre mondiale, avant de reprendre ses activités d'enseignement dans la Haute-Marne, puis l'Aube.
Engagé syndicalement, il est très actif au sein du Syndicat national des instituteurs, dont il est le secrétaire départemental dans la Haute-Marne jusqu'à son départ. Il participe également à l'Union départementale de la CGT.
Il adhère et milite au parti socialiste SFIO à partir de 1923. Secrétaire adjoint de la fédération socialiste de l'Aube en 1936, il devient secrétaire fédéral deux ans plus tard.
Fortement opposé aux accords de Munich, il démissionne de son mandat de représentant du personnel au conseil départemental de l'enseignement primaire en guise de protestation.

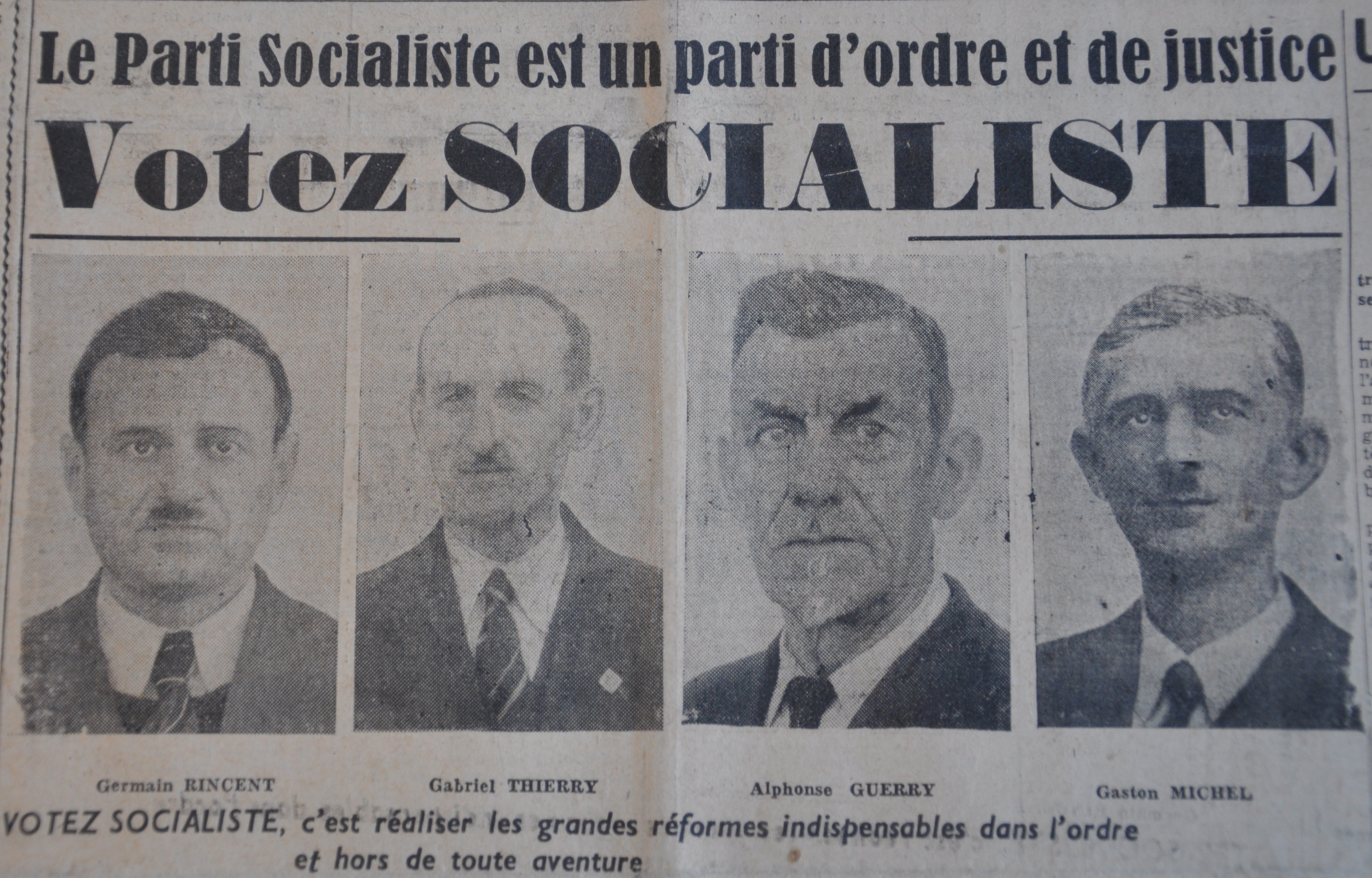
Germain Rincent et les autres candidats SFIO aux élections constituantes d'octobre 1945. Article publié le 20 octobre 1945 dans le quotidien Libération-Champagne.

Mobilisé en 1939, il s'engage dans la résistance dès son retour à la vie civile, auprès de Pierre Brossolette, participe à la reconstitution clandestine de la SFIO et devient, en 1943, responsable de Libération-Nord pour l'Aube, ce qui correspond à son passage dans la clandestinité. Secrétaire du comité départemental de libération de l'Aube, il est membre du Conseil national de la renaissance française. Du fait de son action pendant la guerre, il est décoré de la croix de guerre, de la médaille de la résistance et de la Légion d'honneur.
En 1945, il est élu conseiller municipal et premier adjoint au maire de Troyes, mandat qu'il conserve jusqu'en 1947. Il siège cependant au conseil municipal jusqu'en 1959.
Germain Rincent et le résistant Gabriel Thierry, compagnon de la Libération fondent, le 28 août 1945, la SARL Libération Champagne (quotidien de la démocratie socialiste). L'hebdomadaire, dont le premier numéro était paru le 13 octobre 1944, devient quotidien le 4 septembre 1945, jour anniversaire de la proclamation de la Troisième République.
|  |

Ayant retrouvé son poste de secrétaire fédéral de la SFIO, il mène logiquement la liste socialiste dans l'Aube pour l'élection de la première assemblée constituante, en octobre 1945. Avec 29,5 % des voix, il est élu député. Il est réélu en juin 1946, avec 22 % des voix, puis de nouveau en novembre 1946, avec un nouveau recul à 20,4 %.
Membre de la commission de l'éducation nationale, il est très actif sur ces questions, déposant plusieurs textes, concernant notamment les écoles normales, les bourses des élèves de cours complémentaires, les salaires et indemnités du personnel, la gratuité des fournitures scolaires...
Il est aussi un orateur assidu lors des débats en plénière, sur des sujets divers.
En 1951, malgré un nouveau recul de la liste socialiste, avec 14,9 % des voix, Germain Rincent est réélu député. Il retrouve la commission de l'éducation nationale et continue de suivre attentivement les dossiers de ce secteur, et dépose plusieurs textes en rapport.
En septembre 1951, il fait partie des orateurs socialistes dans le débat sur les lois Marie et Barangé, qu'il désapprouve.
En 1955, il tente de quitter le Palais Bourbon pour se faire élire au Conseil de la République, mais sa candidature est un échec.
Il reprend donc la tête de la liste SFIO l'année suivante, et améliore cette fois son résultat électoral, avec 16,3 % des voix, ce qui lui permet d'être élu pour un cinquième mandat de député. Toujours membre de la commission de l'éducation nationale, il est aussi pendant toute la courte législature, vice-président de la commission de l'agriculture. Ses interventions et son travail parlementaire s'éloigne un peu des questions scolaires, pour s'intéresser aux questions sociales, et plus particulièrement celles qui concernent les petits agriculteurs et salariés agricoles.
En juin 1958, il fait partie de la quarantaine de députés socialistes qui refusent de soutenir le retour de Charles de Gaulle au pouvoir. Candidat aux législatives en novembre, il est battu et quitte la politique nationale.

## Détail des fonctions et des mandats
Mandats parlementaires
- 21 octobre 1945 - 10 juin 1946 : Député de l'Aube
- 2 juin 1946 - 27 novembre 1946 : Député de l'Aube
- 10 novembre 1946 - 4 juillet 1951 : Député de l'Aube
- 17 juin 1951 - 1er décembre 1955 : Député de l'Aube
- 2 janvier 1956 - 8 décembre 1958 : Député de l'Aube